# Monte Elmo
Monte Elmo (niem. Helm) – szczyt w Alpach Karnickich. Leży na granicy między Austrią (Wschodni Tyrol) a Włochami (prowincja Bolzano). Szczyt leży nad doliną Pustertal (wł. Val Pusteria). Mieści się tu jeden z największych ośrodków narciarskich we Wschodnim Tyrolu.